# Cubells (Lleida)
Cubells ist eine katalanische Gemeinde (municipio) mit 343 Einwohnern (Stand: 2024) in der Provinz Lleida im Nordosten Spaniens. Sie liegt in der Comarca Noguera. Die Gemeinde besteht neben dem Hauptort Cubells aus der Ortschaft La Torre de Fluvià.

## Geographische Lage
Cubells liegt etwa 38 Kilometer nordöstlich von Lleida in einer Höhe von ca. 500 m. Der Río Sió durchfließt die Gemeinde im Süden.

## Bevölkerungsentwicklung
| Jahr      | 1970 | 1981 | 1991 | 2001 | 2011 | 2021 |
| Einwohner | 522  | 451  | 384  | 373  | 400  | 357  |

## Sehenswürdigkeiten
- Burg von Cubells
- Marienkirche
- Peterskirche
- Michaeliskapelle
- Ruine der Bartholomäuskapelle
- Salvatorkapelle in La Torre de Fluvià

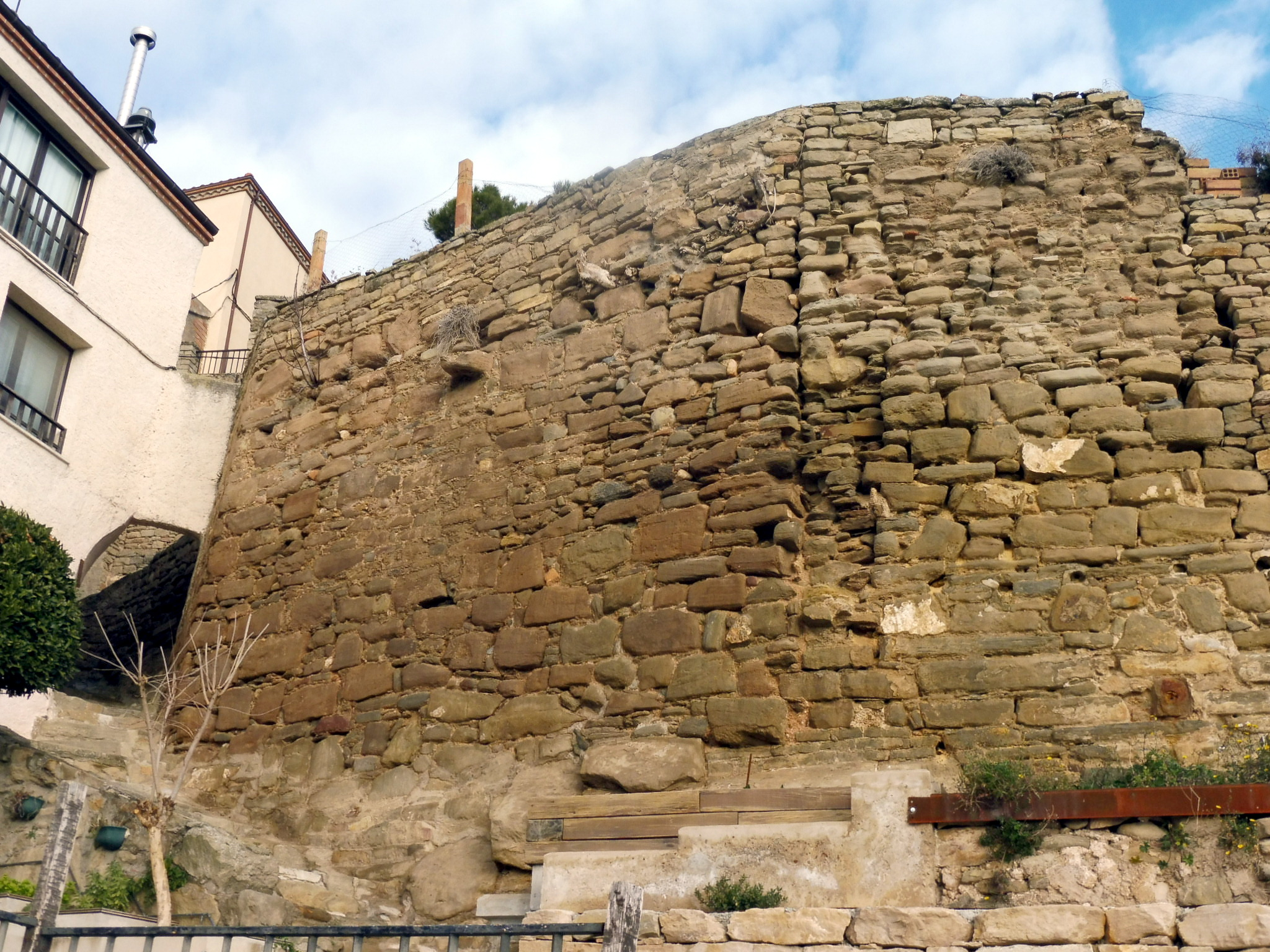
Burgreste von Cubells
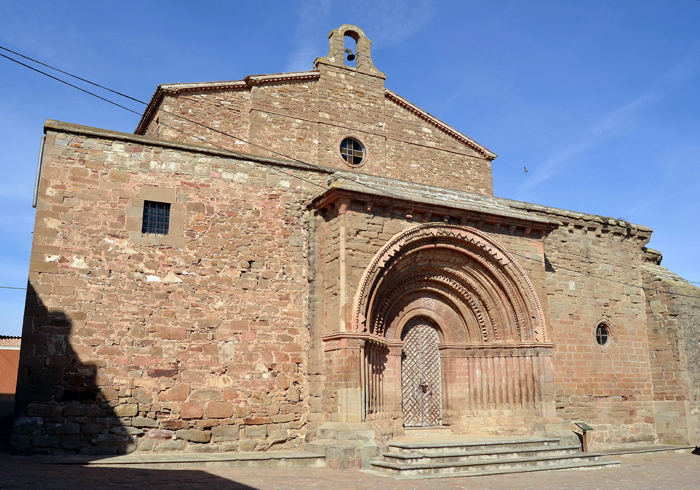
Marienkirche
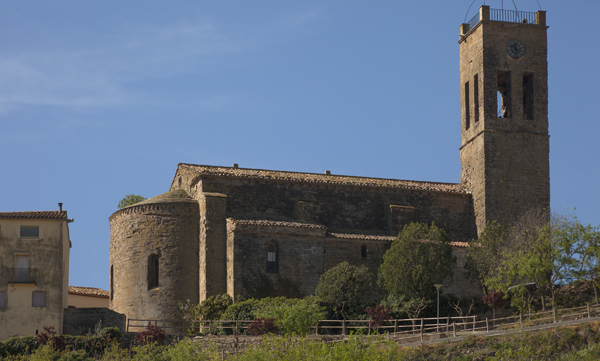
Peterskirche
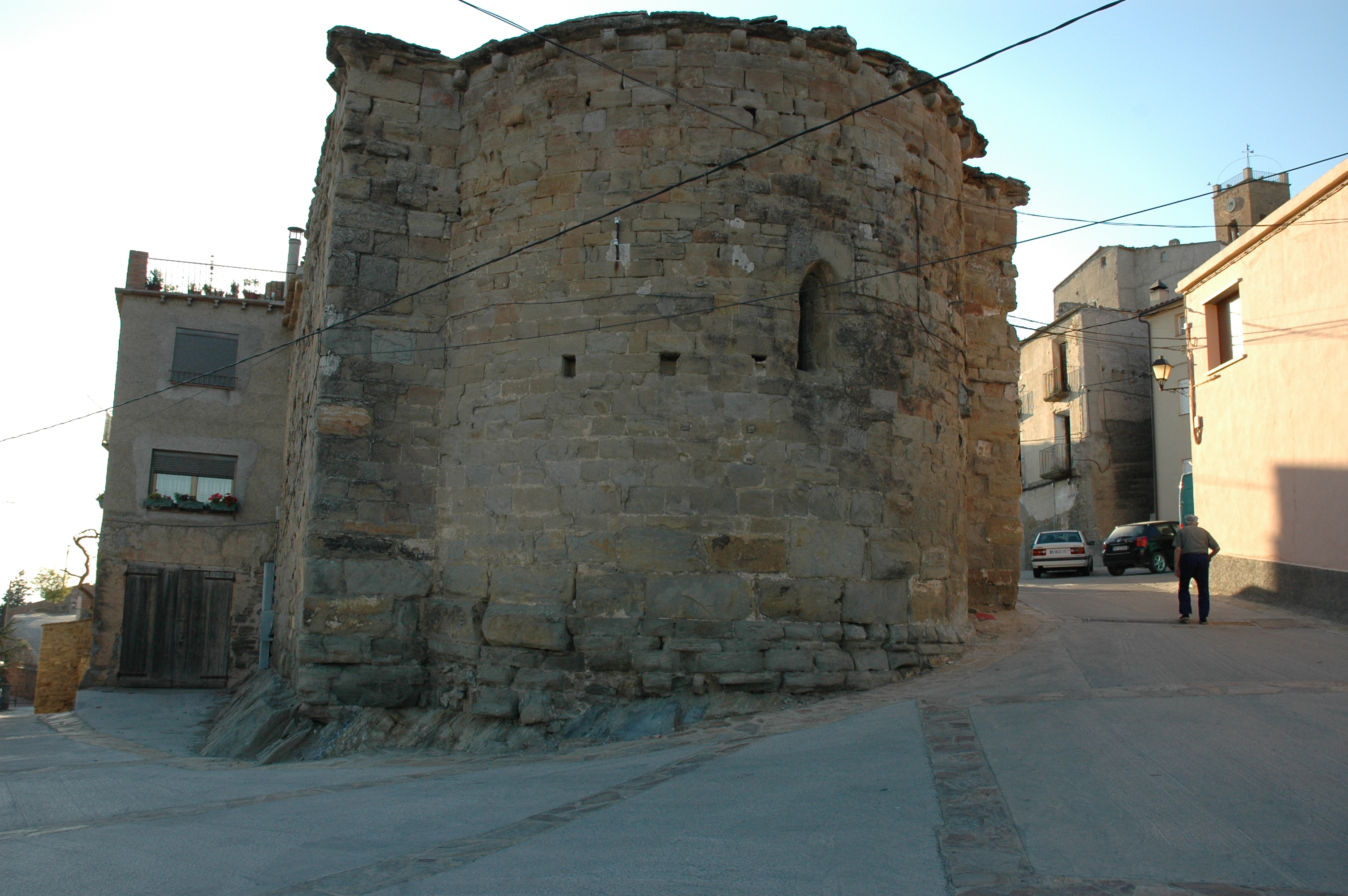
Michaeliskapelle
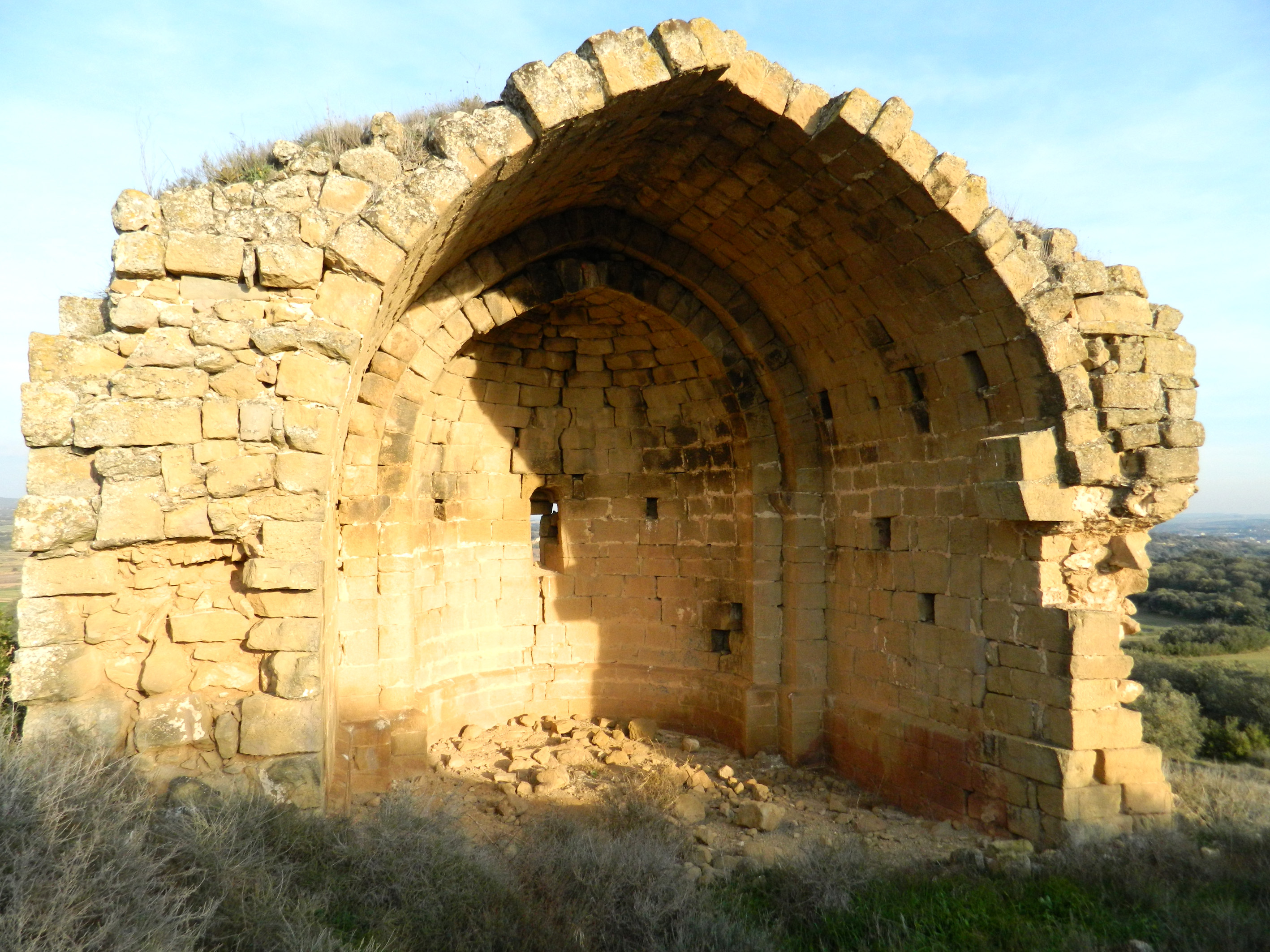
Ruine der Bartholomäuskapelle
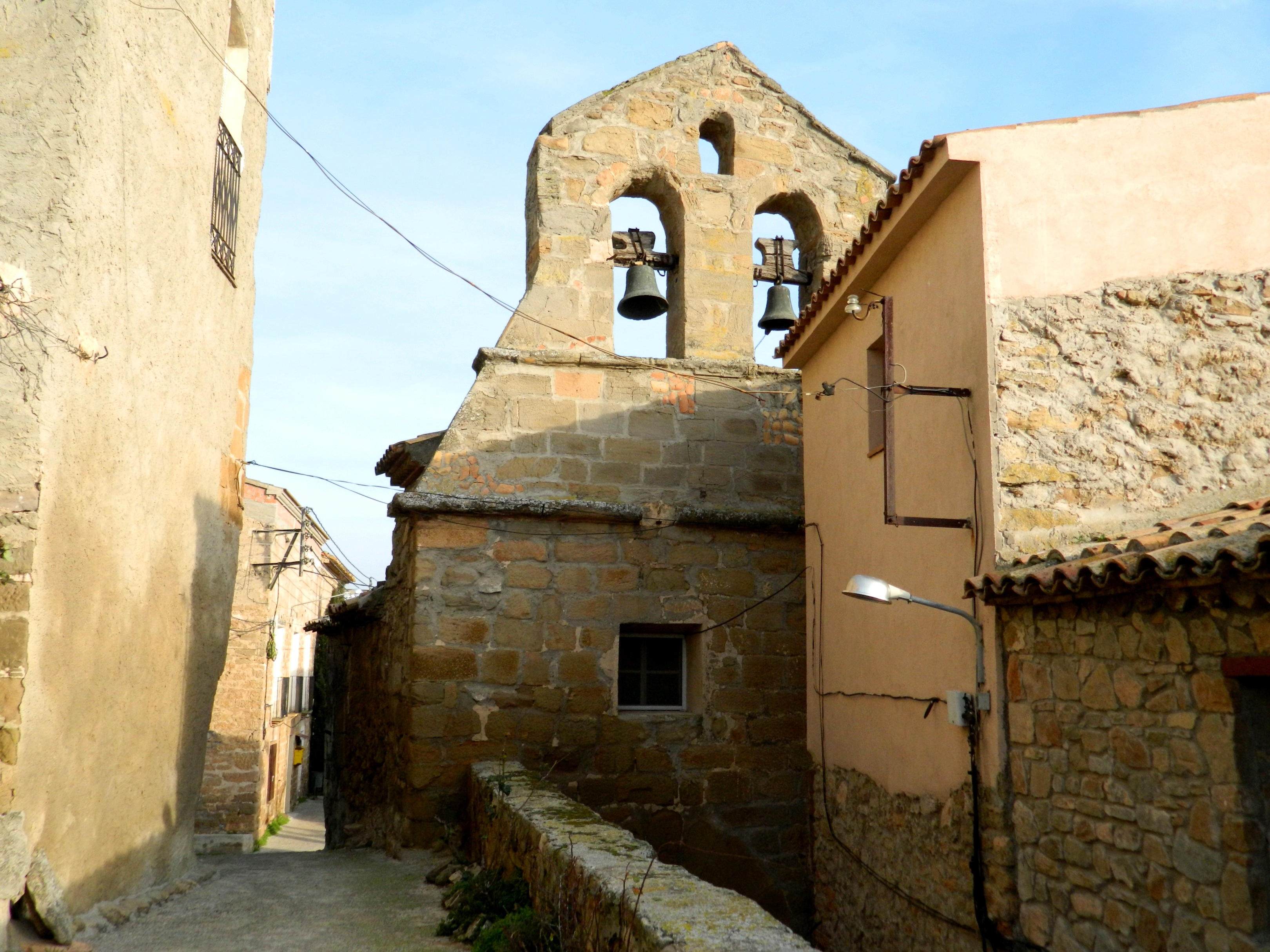
Salvatorkapelle

## Persönlichkeiten
- Inés Sabanés Nadal (* 1953), Lehrerin und Politikerin